# Twickenham Bridge
Il Twickenham Bridge attraversa il fiume Tamigi nel sud-ovest di Londra, in Inghilterra. Costruito nel 1933 come parte della "Chertsey Arterial Road" di nuova costruzione, collega il distretto di Old Deer Park di Richmond (storicamente Surrey) sulla riva sud del fiume a St. Margarets (storicamente Middlesex) sulla riva nord, entrambi all'interno del distretto londinese di Richmond upon Thames. Il Twickenham Bridge prende il nome dal fatto che si trova sulla strada per la città di Twickenham (anch'essa nello stesso quartiere londinese), che dista circa 3 km a monte del ponte di Twickenham, oltre il ponte di Richmond. Data la posizione unica del ponte sul fiume, St Margarets si trova effettivamente all'estremità sud-occidentale del ponte, nonostante si trovi sulla sponda nord, mentre Richmond, a sud del Tamigi, si trova all'estremità nord-orientale del ponte.
Sul ponte passa l'odierna A316 (Chertsey Road), che collega il centro e l'ovest di Londra con l'autostrada M3 a Sunbury-on-Thames.

## Storia
Il ponte venne progettato dall'architetto Maxwell Ayrton e dall'ingegnere capo Alfred Dryland. Il progetto proposto prevedeva la costruzione di quattro torri da 21 metri sulle sponde del fiume con muri di sostegno di 6 metri sopra il livello della strada. I piani furono ampiamente contrastati e The Daily Telegraph organizzò una petizione locale contro il progetto sulla base del fatto che era inappropriato per l'ambientazione di Richmond.
Il progetto definitivo del ponte prevedeva tre arcate in cemento armato sostenute da pilastri in cemento con abbellimenti Art déco. Il ponte incorpora tre cardini permanenti che consentono alla struttura di adattarsi ai cambiamenti di temperatura, la prima struttura a ponte in cemento armato nel Regno Unito a utilizzare tale innovazione.  I molleggi dell'arco, così come le corone, hanno piastre di copertura decorative in bronzo. Nel getto dei pilastri e dei monconi in calcestruzzo sono state utilizzate casseforme nervate, che hanno conferito alle facce principali una finitura nervata che è stata poi ribaltata all'indietro. Il viadotto di accesso e i muri di sostegno sono stati costruiti in blocchi prefabbricati che sono stati spazzolati con filo metallico per creare una finitura ruvida. Le balaustre e le lampade sono state realizzate in bronzo. La Bromsgrove Guild è si è occupata della fusione e del montaggio degli stendardi, dei parapetti, delle lampade in bronzo, nonché delle ringhiere delle quattro scale tra il livello della strada e la riva del fiume 

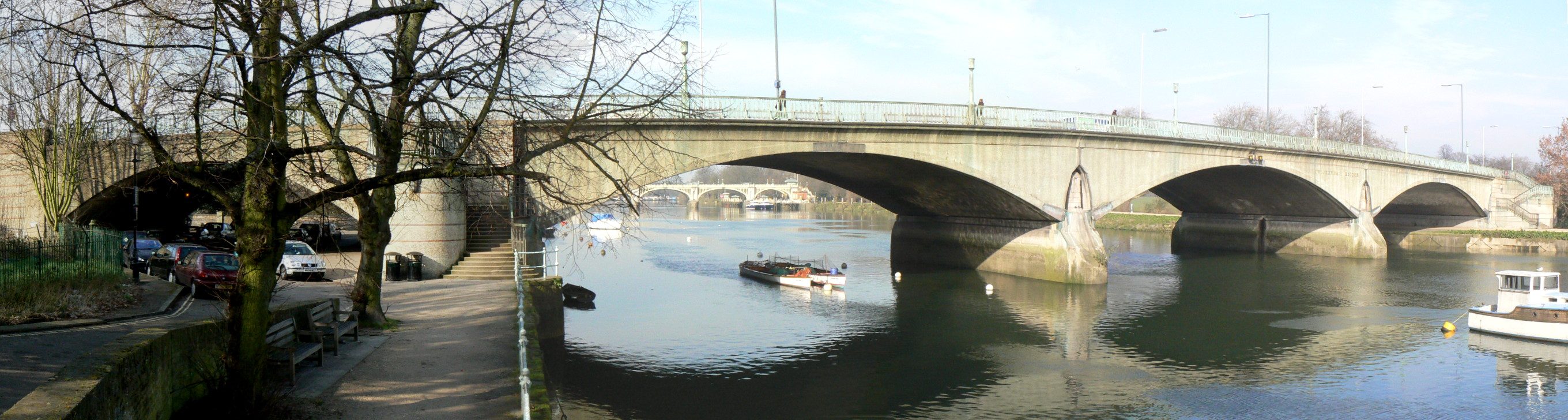
Twickenham Bridge: un panorama guardando a valle

Il ponte fu aperto il 3 luglio 1933 da Edoardo, principe di Galles.
Nel 1992, il primo Gatso autovelox nel Regno Unito è stato montato sul Twickenham Bridge. 
Il ponte è stato dichiarato una struttura classificata di Grado II* nel 2008, fornendo protezione per preservare il suo carattere speciale.